# Xylophagie
Als Xylophagie (von altgriechisch ξύλον xylon, deutsch ‚Holz‘ und φαγεῖν phageín, deutsch ‚essen‘) wird der Verzehr von Holz bezeichnet.

## Biologie
Holz entsteht beim Sekundären Dickenwachstum höherer Pflanzen durch den Einbau von Lignin in die ursprüngliche Zellwand. Holz besteht dementsprechend hauptsächlich aus einem Verbund von Lignin und den ursprünglichen Zellwandbestandteilen (Cellulose, Hemicellulose und Pektin), der als Lignocellulose bezeichnet wird. Nur eine begrenzte Anzahl an Organismen hat die Fähigkeit entwickelt Lignocellulose wieder in seine, für die eigenen Bedürfnisse geeignete, Einzelbestandteile aufzulösen. Ein weiteres Problem liegt im sehr beschränkten Stickstoffgehalt von Holz. Die meisten xylophagen Organismen sind deshalb auf symbiontische Mikroorganismen angewiesen, die Stickstoff fixieren können.
Lebewesen, die sich ausschließlich von Holz ernähren, werden als obligat xylophag beschrieben, solche, die sich nur gelegentlich von Holz ernähren, als fakultativ xylophag. Wird ausschließlich verrottendes Totholz als Nahrungsquelle genutzt, spricht man auch von Saproxylophagie.

### Prokaryoten
Unter den Bakterien sind insbesondere Vertreter der Actinobacteria (Rhodococcus), der Firmicutes, der Bacteroidetes (Bacteroides), der Alphaproteobacteria (Sphingomonas), der Betaproteobacteria (Burkholdia) und der Gammaproteobacteria (Teredinibacter) in der Lage Enzyme zu bilden, die Lignocellulose oder Cellulose abbauen können. Die Fähigkeiten zum Lignocellulose-Abbau bei den Archaeen sind nur wenig erforscht. Von einigen Archaeen, wie etwa Pyrococcus ist bekannt, dass sie Lignocellulose unter hohen Temperaturen abbauen können.

### Protisten und einzellige Eukaryoten
Protisten der Gattung Phytophthora erzeugen eine Reihe von Enzymen, mit denen sie Cellulose und Hemicellulose pflanzlicher Zellwände abbauen können. Bis zu 19 unterschiedliche Protisten aus den Gruppen der Parabasalia und der Oxymonaden leben in einer Erweiterung des Enddarmes von niederen Termiten, wo sie für die Verdauung von Holzpartikeln verantwortlich sind. Von einzelligen Grünalgen der Gattung Chlamydomonas ist bekannt, dass sie Cellulose mit Hilfe einer Endoglucanase aufbereiten und verwerten können.

### Pilze (Fungi)

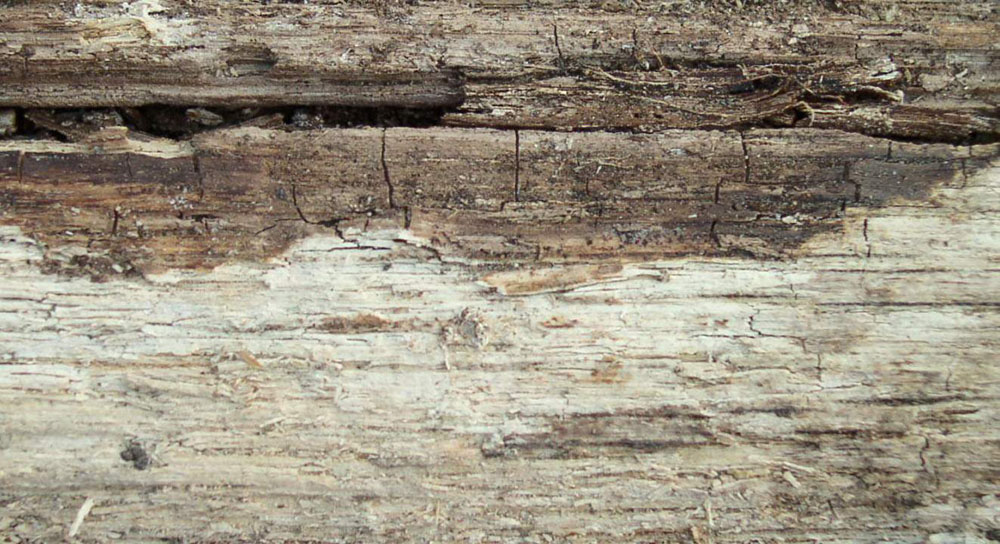
Holz mit Braunfäule (oben) und Weißfäule (unten)

Xylophage Ständerpilze haben zwei grundsätzlich verschiedene Strategien zum Abbau von Lignocellulose entwickelt, die traditionell als Weißfäule und Braunfäule bezeichnet werden. Weißfäule verursachende Pilze erschließen Lignocellulose über Cellulose-abbauende Enzyme (Cellulasen) und auch Lignin-abbauende Enzyme wie Laccasen, Ligninase, Manganperoxidase oder andere Peroxidasen. Diese Enzyme sind in der Regel zu groß um die verholzten Zellwände durchdringen zu können und der Abbau erfolgt nur an der Oberfläche der Zellwände. Braunfäule verursachende Pilze haben dagegen einen Großteil ihres Lignocellulose-abbauenden Enzymsystems verloren und durch ein System ersetzt, bei dem über Fenton-Reaktionen erzeugte Sauerstoffradikale den Abbau bewerkstelligen.
Xylophage Schlauchpilze, Verursacher der Moderfäule, verfügen ebenfalls über Cellulose-abbauende Enzyme. Ihre Fähigkeiten zum Abbau von Lignin sind jedoch weniger stark ausgeprägt als bei den Weißfäule verursachende Ständerpilzen.

### Muscheln (Bivalvia)
In Holz bohrende Schiffsbohrmuscheln (Teredinidae) und die mit ihnen verwandte Familie der Xylophagaidae haben xylophage Formen hervorgebracht. Sie sind allerdings nicht in der Lage die für den Abbau von Lignocellulose notwendigen Enzyme vollständig selbst zu bilden, sondern sind auf die Hilfe von Gammaproteobakterien (Teredinibacter) angewiesen. Die Symbionten leben in speziell umgeformten Zellen (Bakteriocyten) in den Deshayes-Drüsen der Kiemen der Muschel. Für die Verdauung von Holz geeignete Enzyme der Symbionten werden von den Muscheln offenbar selektiv in den Verdauungstrakt transportiert.

### Krebstiere (Crustacea)

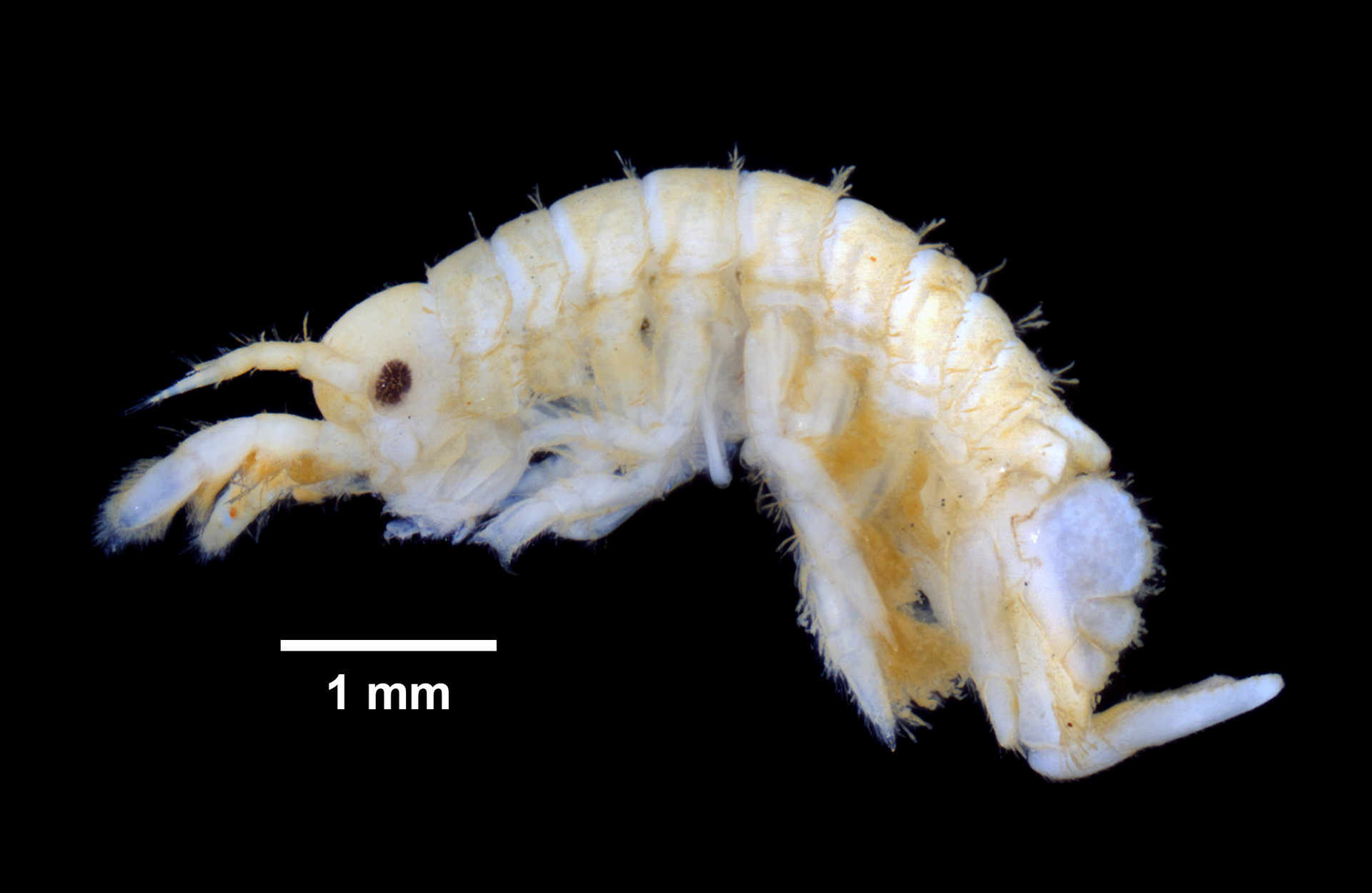
Xylophager Flohkrebs Chelura terebrans

Unter den marinen Krebstieren ernähren sich je eine Gattung aus der Ordnung der Asseln (Limnoria) und aus der Ordnung der Flohkrebse (Chelura) von Holz ohne, dass sie dafür die Hilfe von Symbionten benötigen. Die Asseln der Gattung Limnoria nutzen Hämocyanin aus ihrer Hämolymphe um das Grundgerüst der Lignocellulose aufzubrechen und so die Wirksamkeit ihrer körpereigenen Cellulose-abbauenden Enzyme zu erhöhen.

### Insekten (Insecta)
Vertreter mehrerer Ordnungen der Insekten haben im Verlauf ihrer Entwicklungsgeschichte unabhängig voneinander eine xylophage Ernährungsweise angenommen. Dementsprechend vielfältig sind die Ausprägungen der Xylophagie und die dafür notwendigen physiologischen Anpassungen bei den Insekten. Einige Schaben und Termiten zum Beispiel sind zeit ihres Lebens auf Holz als Nahrungsmittel angewiesen. Bei zahlreichen anderen Vertretern der holometabolen Insekten ist Xylophagie hingegen auf das Larvenstadium beschränkt.
Xylophage Larvenstadien finden sich bei Schmetterlingen (Cossidae, Sesiidae), Hautflüglern (Siricidae) und zahlreichen Käfern (Scarabaeoidea, Buprestidae, Bostrichidae, Ptinidae, Lymexylidae, Oedemeridae, Cerambycidae und Curculionoidea).
Termiten produzieren Cellulase in ihren Speicheldrüsen und im Mitteldarm. Bei den niederen Termiten wandern die vorverdauten Holzpartikel in den bauchig erweiterten Enddarm, wo sie von den dort symbiontisch lebenden, geißeltragenden Protisten („Flagellaten“) phagocytiert und weiter verarbeitet werden. Die Flagellaten sind ihrerseits selbst wieder mit Symbionten (Bakterien und Archaeen) vergesellschaftet, die sowohl an ihrer Zelloberfläche als auch in ihrem Cytoplasma leben und an der Aufschließung der beteiligt sind. Den Enddarm der höheren Termiten bewohnen nur diese Prokaryoten; ihnen fehlen die Flagellaten.

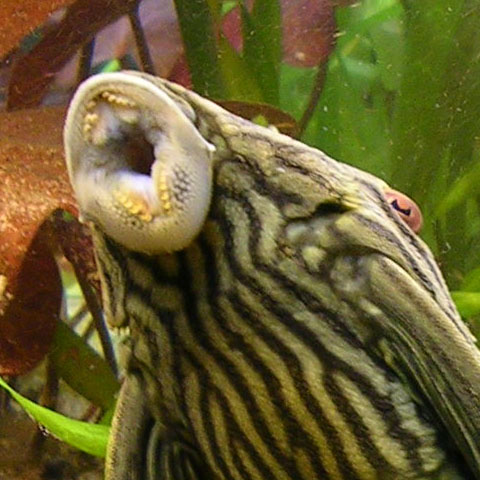
Saugmaul und Zähne von Panaque nigrolineatus

Termiten sind eine Überfamilie innerhalb der Schaben. Die Zusammensetzung der symbiontischen Bakteriengesellschaft im Darm xylophager Schaben unterscheidet sich jedoch deutlich von jener der Termiten und zeigt mehr Ähnlichkeit mit omnivoren Schaben. Es wurde deshalb darauf geschlossen, dass sich Xylophagie bei anderen Schaben und Termiten unabhängig voneinander entwickelt hat.

### Wirbeltiere (Vertebrata)
Von Harnischwelsen der Gattung Panaque ist bekannt, dass sie große Mengen an Holz aufnehmen. Bis zu 70 % des Inhalts ihres Verdauungstraktes können aus Holz bestehen, das sie mit ihrem Saugmaul und löffelförmigen Zähnen von im Wasser liegenden Ästen und Stämmen abraspeln. Unklar ist jedoch noch, ob sie das Holz auch primär zur Nährstoffgewinnung verwerten und damit tatsächlich Xylophagie betreiben, was ihnen einen Überlebensvorteil in Zeiten mit geringem Nährstoffangebot bieten würde.
Die Fische sind offensichtlich nicht in der Lage das Holz selbst zu verdauen.  Allerdings finden sich in ihrem Verdauungstrakt Pilze und Bakterien die das Potential zu Celluloseabbau und Stickstofffixierung aufweisen.

## Medizin und Psychiatrie
In der Medizin und der Psychiatrie bezeichnet Xylophagie das zwanghafte Verzehren von Holz durch Menschen. Diese spezielle Essstörung gilt als Sonderform des Pica-Syndroms.